# Свинин, Борис Александрович
Борис Александрович Свинин (18 июня 1938 года, Свердловск, РСФСР, СССР — 21 июня 1994 года, Санкт-Петербург, Россия) — советский и российский скульптор, член-корреспондент Академии художеств СССР (1983).

## Биография
Родился 18 июня 1938 года в Свердловске (сейчас — Екатеринбург), жил и работал в Ленинграде-Санкт-Петербурге.
В 1959 году — окончил Уральское художественное училище прикладных искусств (Нижний Тагил).
В 1965 году — окончил Ленинградское высшее художественно-промышленное училище, у В. Л. Рыбалко, В. И. Ингала.
В 1983 году — избран членом-корреспондентом Академии художеств СССР.
Борис Александрович Свинин умер 21 июня 1994 года в Санкт-Петербурге, похоронен на Рощинском кладбище в Ленинградской области.

## Творческая деятельность
Автор произведений: мемориал «Лемболовская твердыня» (часть мемориального ансамбля «Зеленый пояс Славы») — Ленинградская область (архитекторы — А. И. Гутов, Ю. М. Цариковский, 1967), портреты — «Баянист Карпов» (1968), «Портрет Ф. И. Кувшинова» (1971), «Портрет дяди Георгия» (1979), «Жолио Кюри» (1985), «Скульптор Б. Д. Яковлев» (1988); Портрет писателя А. Н. Вьюгова (1967), «Девушка с Васильевского отсрова» (1970), декоративная композиция «Похищение Европы» (1969), установлена в г. Судак (1970), фонтаны «Реки Узбекистана» (1971—1973), «Фархад» (1971—1972), оба — г. Навои, Узбекистан, памятник Алишеру Навои, г. Навои (1974), «Праздник Узбекистана» (1975), скульптура для здания Российской национальной библиотеки на Московском проспекте в Санкт-Петербурге, декоративно-скульптурная композиция «Солнечное божество - Гелиос» (1989) в г. Пушкине на шоссе Подбельского возле строения 7.

## Награды
- Заслуженный художник РСФСР (1984)